# Средняя Река
Средняя Река (устар. Правый Перепуск) — река в России, протекает по территории Заполярного района Ненецкого автономного округа, приток Перепуска. Длина реки равна 36 километрам.
Начинается между истоками Перепуска, Елгуя и Большой Крутой в открытой, слегка заболоченной, местности на высоте чуть выше 39 метров над уровнем моря. От истока течёт на северо-восток по долине, поросшей лесом мимо безымянного озера, затем выходит на открытую местность. В средней части течения поворачивает на север, протекает через небольшой лесной массив. В нижнем течении расширяется, образуя вытянутое в меридиональном направлении озеро. Устье находится в 29 км по правому берегу реки Перепуск чуть ниже устья реки Яренной.
Ширина реки в низовьях — 6 метров, глубина — 1,2 метра, дно песчаное, скорость течения воды 0,3 м/с.

## Данные водного реестра
По данным государственного водного реестра России относится к Двинско-Печорскому бассейновому округу, водохозяйственный участок реки — реки бассейна Баренцева моря от мыса Канин Нос до границы бассейна р. Печора, речной подбассейн реки — отсутствует. Речной бассейн реки — бассейны рек междуречья Печоры и Мезени, впадающих в Баренцево море.
Код водного объекта — 03040000112103000052963.